# Mandschurenrohrsänger
Der Mandschurenrohrsänger (Acrocephalus tangorum, Syn. Acrocephalus agricola tangorum) ist ein Singvogel aus der Gattung der  Rohrsänger (Acrocephalus) und der Familie der Rohrsängerartigen (Acrocephalidae).
Der Vogel kommt in China, Hongkong, Kambodscha, Laos, Malaysia, Russland, Südkorea, Thailand, Vietnam und vermutlich auch in Myanmar vor. Das Brutgebiet liegt in Russland im Osten und im Nordosten Chinas, das Überwinterungsgebiet im südöstlichen Asien.
Der Lebensraum umfasst Sumpfgebiete hauptsächlich mit Schilfrohren und ähnlichen Vegetationen an Gewässerrändern, zur Überwinterung kommen auch mit hohen Gräsern bestandene Fläche ohne Wassernähe infrage.
Das Artepitheton bezieht sich auf den chinesischen Sammler für La Touch, Herrn Tang Wang Wang und dessen Bruder.
Früher wurde die Art als konspezifisch oder als Unterart (Ssp.) des Feldrohrsängers (Acrocephalus agricola) oder auch des Brauenrohrsängers (Acrocephalus bistrigiceps) angesehen.

## Merkmale
Die Art ist 13–15 cm groß und wiegt zwischen 7 und 9 g. Sie ist einfarbig gräulich-braun mit relativ langem, großen Schnabel und hat einen dünnen dunklen Augenstreif, einen breiten weißen Überaugenstreif, darüber einen abgrenzenden dunklen Streifen. Scheitel und Oberseite sind graubraun, der Rumpf etwas gelblich-braun. Kinn, Kehle und Unterseite sind weiß, an den Flanken und Unterschwanzdecken bräunlich. Die Iris ist dunkelbraun, der Schnabel oben dunkel, der Unterschnabel blasser. Die Beine sind gelblich bis rosafarben. Dieser Rohrsänger unterscheidet sich vom sehr ähnlichen Feldrohrsänger (Acrocephalus agricola) hauptsächlich durch den breiteren Steifen oberhalb des Überaugenstreifes und die dunklere und bräunere Färbung der Oberseite. Die Geschlechter unterscheiden sich nicht.
Die Art ist monotypisch.

## Verbreitung und Lebensraum
Dieser Zugvogel überwintert in Südostasien vom Süden Myanmars und Süden Thailands östlich bis Laos, wohl auch Kambodscha und Vietnam.

## Stimme
Der Gesang wird als Folge trällernder Phrasen mit gattungstypischen  quietschenden höheren Tönen, auch als „chi-chi“, „chr-chuck“ beschrieben, andere Vogelarten werden auch nachgeahmt.

## Lebensweise
Über Nahrung und Brutzeit ist nichts bekannt.

## Gefährdungssituation und Bestand
Die Art wird der sinkenden Bestände von noch etwa 2500 bis 10.000 adulten Individuen in der Roten Liste der IUCN als gefährdet (Vulnerable) eingestuft. Die Größe des Verbreitungsgebiets wird auf etwa 303.000 km² geschätzt. Als Hauptbedrohung nennt die IUCN Habitatverlust und -degradation insbesondere von Schilfrohrflächen in den Brut- und Winterquartieren, die zu mit Kasuarinen, Eukalypten und Kokospalmen bewachsenen Flächen umgewandelt oder zugunsten von landwirtschaftlicher Nutzung, Krabbenfarmen oder menschlichen Siedlungen kahlgeschlagen und entwässert werden.